# Hà Mai Anh
Hà Mai Anh (1905 - 1975), bút hiệu Mai Tuyết và Như Sơn, là một nhà giáo, cùng là tác giả của nhiều sách giáo khoa về văn chương, toán học và dịch giả nhiều cuốn sách phổ biến như Tâm hồn cao thượng, Vô gia đình...

## Tiểu sử và sự nghiệp
Hà Mai Anh quê ở Thái Bình, ông đậu bằng Cao Đẳng Tiểu học và trường Sư phạm, từng làm giáo học và hiệu trưởng ở các tỉnh ở Bắc Kỳ. Ông đóng góp nhiều bài vở cho các báo đương thời nhưng sự nghiệp văn học của ông chủ yếu là sách giáo khoa và các tác phẩm mang tính cách giáo dục. Ngay từ năm 1938 cuốn Công dân giáo dục đã được xuất bản tại Nam Định và được chính phủ Bảo hộ chấp thuận dùng làm sách giáo khoa.
Sau đó là nhiều tác phẩm dịch, nổi tiếng nhất là cuốn Tâm hồn cao thượng (tiếng Ý: Cuore) đoạt Giải thưởng Văn chương của Hội Alexandre de Rhodes Hà Nội năm 1943, dịch từ tiếng Pháp. Cuốn này nguyên thủy viết bằng tiếng Ý của Edmondo De Amicis và tại Việt Nam được xem như một cuốn "luân lý giáo khoa thư" của thế kỷ 20 và trở thành "kim chỉ nam" của một thế hệ thiếu niên. Các tác phẩm khác do ông dịch lại từ tiếng Pháp: Vô gia đình (Sans Familles), Trong gia đình (En Famille) và Về với gia đình của Hector Malot; Guy-Li-Ve du ký (Gulliver's Travels) của Jonathan Swift; 80 ngày vòng quanh thế giới (Le Tour du monde en quatre-vingts jours) của Jules Verne cũng được nhiều người biết đến.
Năm 1954 ông di cư vào Nam làm hiệu trưởng trường Trần Quý Cáp ở Sài Gòn rồi chuyển sang làm việc trong Ban Tu thư và Học liệu thuộc Bộ Quốc gia Giáo dục của Việt Nam Cộng hòa.
Khi chính quyền Việt Nam Cộng hòa sụp đổ, ông sang Mỹ tỵ nạn và mất ngày 20 tháng 8 năm 1975 tại San Bernadino, Hoa Kỳ.
Bạn ông, nhà giáo Bảo Vân Bùi Văn Bảo có làm bài thơ "Khóc Bạn Hà-Mai-Anh" như sau:
Thôi thế là xong nhé bác Hà
Tâm hồn Cao thượng kiếm đâu ra?
Tuổi Xanh đất Mỹ đành thua-thiệt
Sống Mới trời Nam hẳn xót-xa
Về với gia-đình sao vội-vã?
Vòng quanh thế-giới há lâu-la!
Đồng-hương, đồng-quận, thêm đồng-nghiệp
Giọt lệ như sương khóc bạn già.

## Một số tác phẩm
- Tâm Hồn Cao Thượng, Grand Coeurs của Edmond de Amicis, giải văn chương của Hội Alexandre de Rhodes Hà Nội 1943.
- Vô Gia Đình, Sans Famille của Hector Malot (Giải I Dịch thuật 1970)
- Trong Gia Đình, En Famille của Hector Malot.
- Về với Gia Đình, Romain Kalbris của Hector Malot.
- 80 Ngày Vòng Quanh Thế giới, Le Tour Du Monde en 80 Jours của Jules Verne.
- Guy-Li-Ve Du Ký. Voyages de Gulliver của Swiff.
- Hoàng Kim Đảo, L'ile Au Trésor của R. L. Stevenson
- Con Voi Chúa, Poo Lorn, l'éléphant của Reginald Campbell.
- Chuyện Trẻ Em, Contes de Perrault của Charles Perraul.
- Cầu Vồng Trong Ruộng Lúa, L'arc-En-Ciel Dans Les Rizières của Rosy Chabbert.
- Thuyền Trưởng 15 Tuổi, Un Capitaine de 15 Ans của Jules Verne.
- Thuật Tàng Hình của Vi-Liêm, Le Secret de Wilhelm Storitz của Jules Verne.
- Dòng Sông Tráng Lệ, Le Superbe Orénoque của Jules Verne.
- Em Bé Bơ Vơ, Oliver Twist của Charles Dickens.